# Ducové
Ducové is een Slowaakse gemeente in de regio Trnava, en maakt deel uit van het district Piešťany.

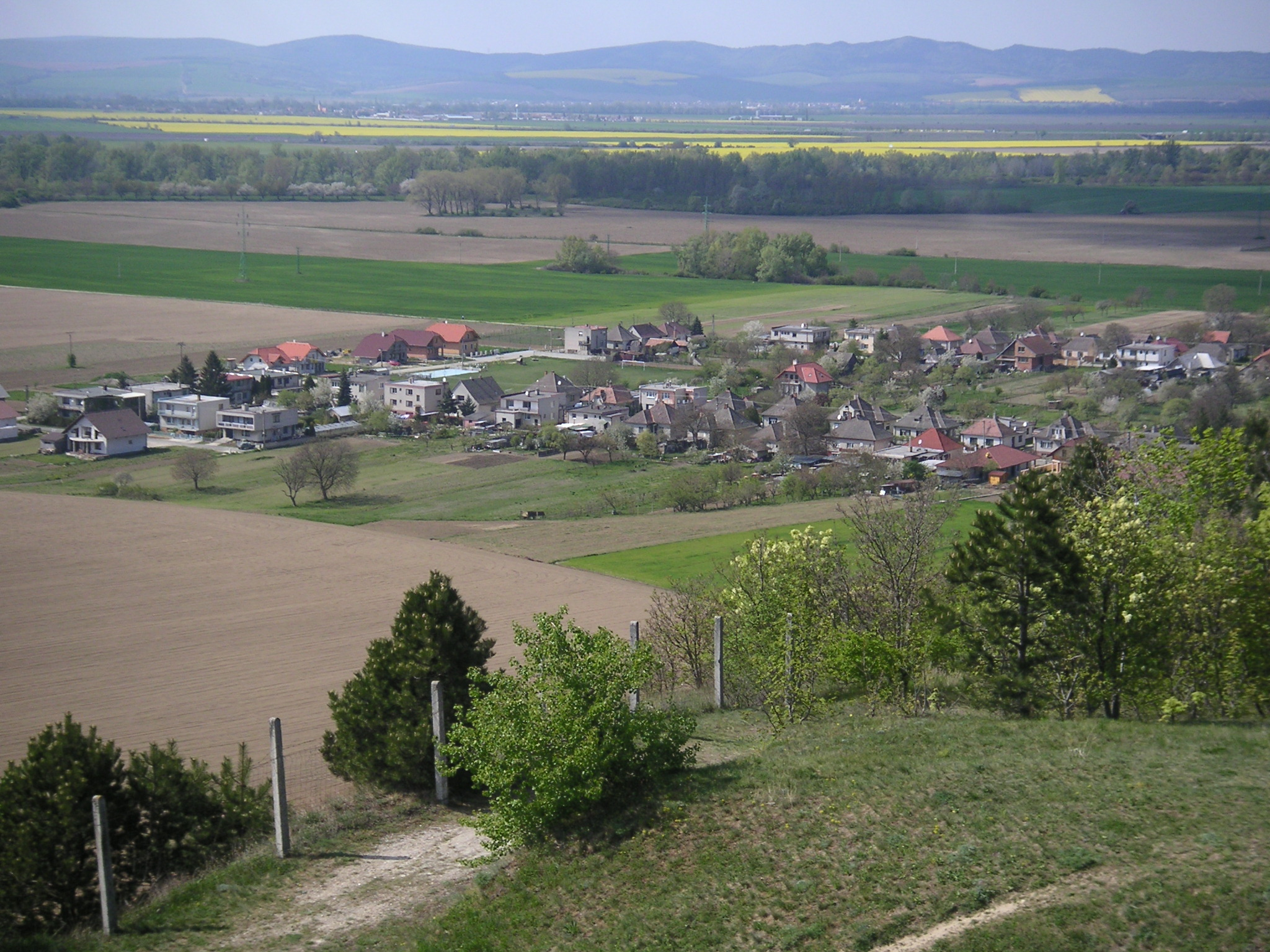
Ducové

Ducové telt 357 inwoners.